# Aspilota danuvica
Aspilota danuvica är en stekelart som beskrevs av Fischer 1974. Aspilota danuvica ingår i släktet Aspilota och familjen bracksteklar. Inga underarter finns listade.